# الفرسان (مسرحية)
الفرسان هي مسرحية للكاتب الإغريقي «أريستوفانيس» قدمت عام 424 ق.م في أعياد اللينايا ونالت الجائزة الأولي بهذا بمسابقة العيد نفسه.

## نبذة
عرضت هذه المسرحية حينما كان كليون الزعيم الديماجوجي في قمة سطونه، بعد أن نجح في إنزال الهزيمة بإسبرطة في موقعة سفاكتيريا عام 425 ق.م ، ومع ذلك فهي أشد مسرحياته استخداما لعنصر الهجاء والنقد اللاذع، لأنها تصب الهجوم علي تجار الحروب والديماجوجيين، بحيث يمكن القول بأن أريستوفانيس لم يكن يبغي إصلاح النظام الفاسد في أثينا بل هدمه من أساسه واستبدال نظام جديد به 

## الحبكة
تبدأ المسرحية باثنين من عبيد الشيخ ديموس " الذي يرمز لأثينا وشعبها " وهما " ديموسثينيس ونيكياس " اللذان يرمزان لقواد الجيش الأثيني " وهما يسخران من " بافلاجون " تاجر الجلود " الذي يرمز إلي كليون " الذي استحوذ بألاعيبه علي قلب الشيخ ديموس، وجعل منه أعوبة في يده، وينددان في الوقت نفسه بكونه أحد الجواسيس المتملقين. وبعد فترة يعلم العبدان من النبوءة أن بافلاجون سوف يطاح به علي يد بائع " للسجق " يدعي ألانتويوليس.
وعدا مقدمة المسرحية وأجزاءه قليلة غنائية وخطابين للجوقة، فإن المسرحية بأسرها تكاد تنقسم إلي مشهدين جدليين كبيرين، بين كل من بافلاجون تاجر الجلود وألانتوبوليس بائع السجق، حيث يحاول كل منهما الفوز بقلب الشيخ ديموس، وفرض الوصاية عليه. فحين يدخل بافلاجون غاضبا متواعدا تتصدي له جوقة الفرسان وتأخذ في السخرية منه، وتحث ألانتوبوليس علي النيل منه، فتبدأ بين الأثنين معركة ضارية ومشادة كلامية، يحاول فيها كل منهما أن يتفوق زميله في الخداع والمرواغة والصفاقة والسوقية، بحيث يرى المشاهد أمامه كل المساوئ والشرور التي تهدد الشعب الأثيني آنذاك، مجسمة في تصرفاتهما.
و تظل المنافسة حامية بين كل من تاجر الجلود وبائع السجق من أجل استمالة الشيخ ديموس، تارة بالتملق وتارة بالرشوة وتارة بالنبوءات المزيفة وتارة بالسب والشتائم التي يكيلها أحدهما للآخر.
وفي النهاية ينجح بائع الشجق في طرد منافسه بائع الجلود، بعد أن يسيطر علي الشيخ ورغباته بواسطة شراب سحري يجعله تحت سيطرته، ويكون انتصاره راجعا إلي أنه استخدم أسلحة تفوق أسلحة غريمه شرا.
و يعلن الكاتب بعد ذلك اسم بائع السجق الحقيقي وهو «أجوراكريتوس» ربيب السوق الذي سيكون منقذ أثينا. وهذه إشارة ساخرة من المؤلف إلي أن الخلاص من الدهماويين سيكون علي أيدي من هم أكثر شرا منهم.
لقد عرض أريستوفانيس هذه المسرحية باسمه الحقيقي سافرا، كما قام بنفسه بتمثيل بافلاجون الذي يرمز للدهماوي «كليون»، كي يعطي التأثير المطلوب علي المسرح لهذه الشخصية التي لا ريب كان يكن لها قتا شديدا لا بصفتها الشخصية بل لما ترمز إليه من مساوئ وشرور مهلكة للمجتمع